# Tommy Haas
Tommy Haas (Hamburg, Njemačka, 3. travnja 1978.) je njemački tenisač. Na ATP Touru se natječe od 1996. da bi godinu potom ušao u Top 100. Svoj najbolji plasman karijere ostvario je u svibnju 2002. kada je bio drugi tenisač svijeta.
Tijekom teniske karijere, Haas je imao dvije teške ozljede. Zbog prve iz 2003. morao je pauzirati godinu dana te su mu bile potrebne četiri sezone da bi se 2007. vratio u Top 10. Zbog druge ozljede bio je odsutan iz svijeta tenisa od veljače 2010. do svibnja 2011.
Osim 14 osvojenih turnira, Haas je na Olimpijadi 2000. u Sydneyju igrao u finalu singla gdje je izgubio od Jevgenija Kafeljnikova sa 6-7, 6-3, 2-6, 6-4, 3-6. Na putu do finala, Tommy Haas je pobjeđivao Àlexa Corretju, Maxa Mirnjeg i Rogera Federrera.
Od Grand Slam turnira, njemački tenisač je najuspješniji bio na Australian Openu u kojem je igrao tri polufinala (1999., 2002. i 2007.).

## Teniska karijera
Haas je rođen 1978. godine u Hamburgu kao dijete Petera i Brigitte Haas. Tommy je tenis počeo trenirati već s četiri godine. U dobi od pet godina osvojio je svoj prvi turnir za mlađe uzraste u rodnom gradu a drugi s osam u Münchenu. Između 11. i 13. godine Haas je osvajao prvenstva Njemačke, Austrije i Europe. Zbog toga ga je uočio proslavljeni teniski trener Nick Bollettieri koji je bio toliko impresioniran Haasom da mu je besplatno ponudio treniranje u njegovoj Bollettieri Akademiji na Floridi. Zbog toga se mladi tenisač preselio u SAD.
1996. godine Tommy Haas je postao profesionalni tenisač te se najprije natjecao na futuresima. Svoj prvi ATP naslov je osvojio 1999. u Memphisu dok je iste godine igrao u finalu posljednjeg Grand Slam Cupa a na Australian Openu je stigao do polufinala.
Sljedeće godine Haas je osvojio olimpijsko srebro u singlu dok je 2001. počeo napredovati i stigao je do 8. mjesta na ATP ljestvici (zbog četiri osvojena turnira). 13. svibnja 2002. je postao drugi tenisač svijeta što mu je najbolji rezultat karijere.
Tijekom 2006. njemački tenisač osvaja tri turnira dok na US Openu stiže do četvrtfinala gdje je izgubio od Nikolaja Davidenka, unatoč tome što je vodio dva seta. Sljedeće godine Haas osvaja svoj treći turnir u Memphisu, pobijedivši u finalu Andyja Roddicka.
Zbog ozljede ramena koju je imao ranije, Haas se podvrgnuo operacije u veljači 2010. te je zbog oporavka propustio cijelu sezonu a pao je i na ATP ljestvici. Tenisu se vratio u svibnju 2011. u igri parova s Radekom Štěpánekom ali su izgubili već u prvom kolu BMW Opena. Mečevima singla Haas se vraća na Roland Garrosu gdje je ispao na početku od Marsela İlhana. Za povratak na vrhunsku razinu tenisa Haasu je trebala godina dana. Tako je u lipnju 2012. osvojio svoj drugi turnir u Halleu dok je tijekom srpnja i kolovoza igrao finala u Hamburgu i Washingtonu.
U svibnju 2013. je osvojio svoj trenutno posljednji turnir u njemačkom finalu BMW Opena protiv Philippa Kohlschreibera. Time je ujedno postao i prvi 35-godišnjak nakon pet godina koji je osvojio naslov. Prije njega to je ostvario Fabrice Santoro koji je 2008. pobijedio u finalu Newporta. Nakon tog uspjeha, Haas je izjavio: "Teško mogu povjerovati da sam u stanju osvojiti ATP turnir u ovako kasnoj fazi karijere. Osjećaj je senzacionalan. To je jedno ostvarenje kojem sam se potajno nadao, uzeti jednu titulu ove godine. S obzirom na to da sam pobjednik na Touru u ovoj dobi, to je jedan od jako velikih trenutaka moje karijere. Trenutak u kojem se osjećate itekako ponosni".
Dobru formu Haas je pokazao i u listopadu kada je po drugi puta nakon 12 godina osvojio turnir u Beču. Tom pobjedom Haas je osvojio svoj petnaesti turnir te je zaradio 90.500 eura i 250 bodova na ATP ljestvici.
Tijekom veljače 2014. Haas je nastupao na PBZ Zagreb Indoorsu kao prvi nositelj turnira. Ondje je stigao do finala u kojem je izgubio od domaćeg predstavnika i branitelja naslova Marina Čilića. Međugorskom tenisaču je trebao sat i dvadeset minuta da bi u dva seta sa 6-3 i 6-4 svladao Haasa.

## Privatni život
Tommy Haas je u braku s glumicom Sarom Foster s kojom je 2010. godine dobio kćer Valentinu. Jednom je izjavio da namjerava igrati tenis toliko dugo da bi ga njegova kći mogla gledati. Ta želja mu se ostvarila 2013. kada ga je obitelj Haas bodrila u münchenskom finalu kojeg je dobio protiv dvostrukog pobjednika i branitelja naslova Kohlschreibera.
27. siječnja 2010. Tommy Haas je postao američki državljanin.

## ATP finala

### Pojedinačno (15:13)
| Ishod   | Datum               | Turnir                              | Podloga         | Protivnik             | Rezultat                          |
| ------- | ------------------- | ----------------------------------- | --------------- | --------------------- | --------------------------------- |
| Poraz   | 13. listopada 1997. | Lyon, Francuska                     | beton (dvorana) | Fabrice Santoro       | 4–6, 4–6                          |
| Poraz   | 19. listopada 1998. | Lyon, Francuska                     | beton (dvorana) | Àlex Corretja         | 6–2, 6–7(6–8), 1–6                |
| Poraz   | 11. ožujka 1999.    | Auckland, Novi Zeland               | beton           | Sjeng Schalken        | 4–6, 4–6                          |
| Pobjeda | 15. veljače 1999.   | Memphis, SAD                        | beton           | Jim Courier           | 6–4, 6–1                          |
| Poraz   | 19. srpnja 1999.    | Stuttgart, Njemačka                 | zemlja          | Magnus Norman         | 7–6(8–6), 6–4, 6–7(7–9), 0–6, 3–6 |
| Poraz   | 17. rujna 1999.     | München, Njemačka                   | tepih           | Greg Rusedski         | 3–6, 4–6, 7–6(7–5), 6–7(5–7)      |
| Poraz   | 1. svibnja 2000.    | München, Njemačka                   | zemlja          | Franco Squillari      | 4–6, 4–6                          |
| Poraz   | 18. rujna 2000.     | Olimpijske igre, Sydney, Australija | beton           | Jevgenij Kafeljnikov  | 6–7(4–7), 6–3, 2–6, 6–4, 3–6      |
| Poraz   | 9. listopada 2000.  | Beč, Austrija                       | beton (dvorana) | Tim Henman            | 4–6, 4–6, 4–6                     |
| Pobjeda | 1. siječnja 2001.   | Adelaide, Australija                | beton           | Nicolás Massú         | 6–3, 6–1                          |
| Pobjeda | 20. kolovoza 2001.  | Long Island, SAD                    | beton           | Pete Sampras          | 6–3, 3–6, 6–2                     |
| Pobjeda | 8. listopada 2001.  | Beč, Austrija                       | beton (dvorana) | Guillermo Cañas       | 6–2, 7–6(8–6), 6–4                |
| Pobjeda | 15. listopada 2001. | Stuttgart, Njemačka                 | beton (dvorana) | Max Mirnji            | 6–2, 6–2, 6–2                     |
| Poraz   | 6. svibnja 2002.    | Rim, Italija                        | zemlja          | Andre Agassi          | 3–6, 3–6, 0–6                     |
| Pobjeda | 12. travnja 2004.   | Houston, SAD                        | zemlja          | Andy Roddick          | 6–3, 6–4                          |
| Pobjeda | 12. srpnja 2004.    | Los Angeles, SAD                    | beton           | Nicolas Kiefer        | 7–6(8–6), 6–4                     |
| Pobjeda | 5. veljače 2006.    | Delray Beach, SAD                   | beton           | Xavier Malisse        | 6–3, 3–6, 7–6(7–5)                |
| Pobjeda | 25. veljače 2006.   | Memphis, SAD                        | beton (dvorana) | Robin Söderling       | 6–3, 6–2                          |
| Pobjeda | 24. srpnja 2006.    | Los Angeles, SAD                    | beton           | Dmitrij Tursunov      | 4–6, 7–5, 6–3                     |
| Pobjeda | 25. veljače 2007.   | Memphis, SAD                        | beton (dvorana) | Andy Roddick          | 6–2, 6–3                          |
| Pobjeda | 14. lipnja 2009.    | Halle, Njemačka                     | trava           | Novak Đoković         | 6–3, 6–7(4–7), 6–1                |
| Pobjeda | 17. lipnja 2012.    | Halle, Njemačka                     | trava           | Roger Federer         | 7–6(7–5), 6–4                     |
| Poraz   | 22. srpnja 2012.    | Hamburg, Njemačka                   | zemlja          | Juan Mónaco           | 5–7, 4–6                          |
| Poraz   | 5. kolovoza 2012.   | Washington D.C., SAD                | beton           | Aleksandar Dolgopolov | 7–6(9–7), 4–6, 1–6                |
| Poraz   | 17. veljače 2013.   | San Jose, SAD                       | beton (dvorana) | Miloš Raonić          | 4–6, 3–6                          |
| Pobjeda | 5. svibnja 2013.    | München, Njemačka                   | zemlja          | Philipp Kohlschreiber | 6–3, 7–6(7–3)                     |
| Pobjeda | 20. listopada 2013. | Beč, Njemačka                       | beton (dvorana) | Robin Haase           | 6–3, 4–6, 6–4                     |
| Poraz   | 16. veljače 2014.   | Zagreb, Hrvatska                    | beton (dvorana) | Marin Čilić           | 3–6, 4–6                          |

### Parovi (1:0)
| Ishod   | Datum            | Turnir        | Podloga         | Partner        | ProtivniCI                    | Rezultat |
| ------- | ---------------- | ------------- | --------------- | -------------- | ----------------------------- | -------- |
| Pobjeda | 9. veljače 2009. | San Jose, SAD | beton (dvorana) | Radek Štěpánek | Rohan Bopanna Jarkko Nieminen | 6–2, 6–3 |

## Vanjske poveznice
- Tenisačeva službena web stranica  Arhivirana inačica izvorne stranice od 10. prosinca 2013. (Wayback Machine)
- Tennis Insight.com  Arhivirana inačica izvorne stranice od 25. ožujka 2012. (Wayback Machine)
- Ranking History for: Tommy Haas  Arhivirana inačica izvorne stranice od 5. studenoga 2013. (Wayback Machine)